# Nível sérico

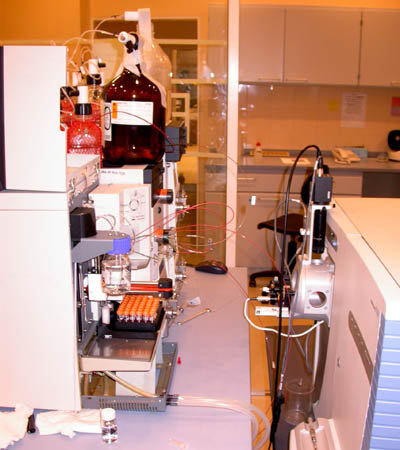
Uma possível técnica para medir o nível sérico é o HPLC (High performance liquid chromatography).

Nível sérico (em inglês: Serum level) é um termo usado por profissionais de saúde para se referir a quantidade de uma determinada substância no sangue. A palavra sérico é sinônimo de plasmático, contudo, na farmacologia, a concentração sérica é uma medida de laboratório, enquanto a concentração plasmática é medida no paciente. A proporção do medicamento é medida em uma medida proporcional entre gramas por litros de sangue bastante variável, sendo assim é importante observar a proporção a que ela se refere. Também pode ser referido diretamente como "[nome da substância] sérico". Por exemplo: "100μg/dL de Ferro sérico"(quantidade saudável) se refere a uma quantidade de 100 microgramas de ferro para cada 1 decilitros de sangue.
Este termo é muito usado em bulas de medicamento, resultados de exame e pesquisas científicas.